# David Engström
Carl David Engström (sinh ngày 7 tháng 8 năm 1990) là một cầu thủ bóng đá người Thụy Điển thi đấu cho Örgryte IS ở Superettan ở vị trí hậu vệ.